# Sorokine
Sorokine (em Ucraniano: Сорокіне e Russo: Сорокино) é uma cidade da Ucrânia, situada no Oblast de Luhansk. Tem 77,33 km² de área e sua população em 2020 foi estimada em 42.774 habitantes.